# Industrie- und Handelskammer Braunschweig

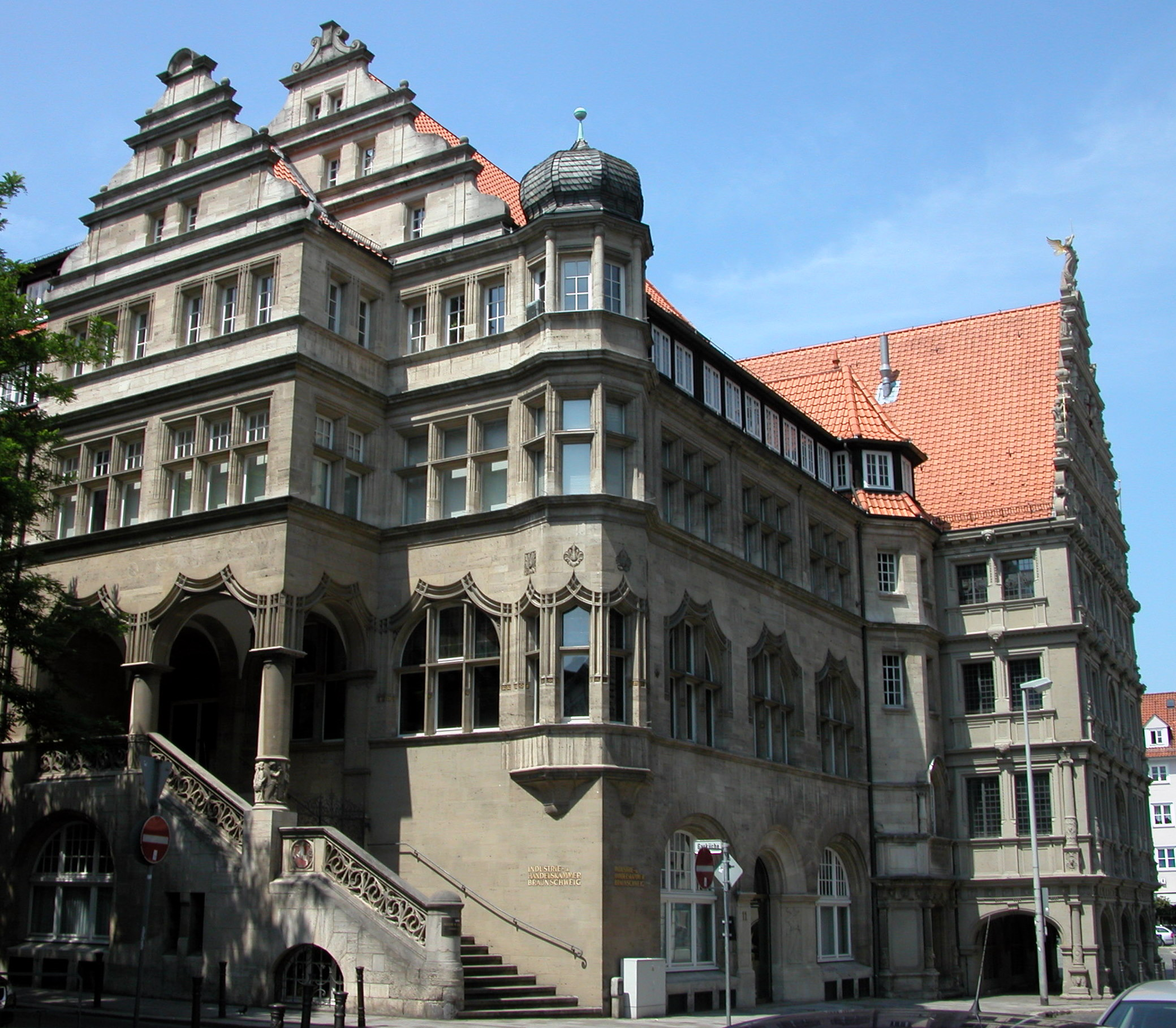
Eingangsbereich von der Brabandtstraße aus gesehen (rechts die Ostfassade des Gewandhauses).

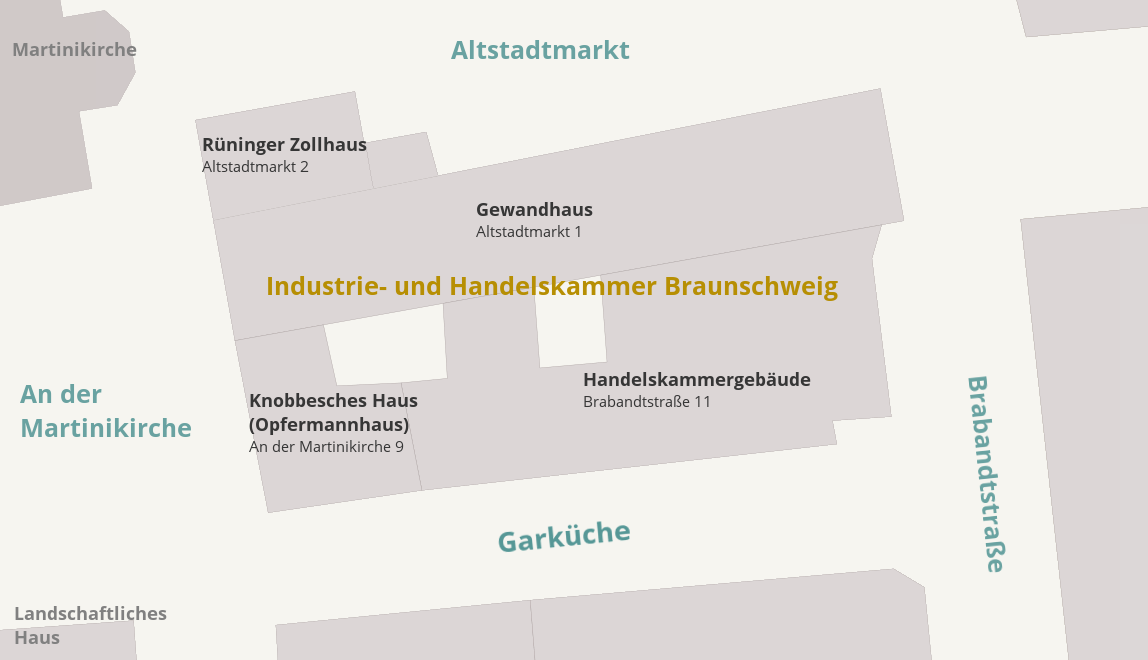
Unmittelbare städtische Umgebung der IHK Braunschweig. Im Uhrzeigersinn: Altstadtmarkt, Rüninger Zollhaus, Gewandhaus, IHK-Gebäude, Brabandtstraße, Garküche, Opfermann-Haus, Landschaftliches Haus, An der Martinikirche, Martinikirche.

Die Industrie- und Handelskammer Braunschweig, kurz IHK Braunschweig ist eine Industrie- und Handelskammer mit Sitz in Braunschweig. Sie vertritt die Interessen von rund 43.000 Unternehmen aus den Städten Braunschweig und Salzgitter sowie den Landkreisen Goslar, Helmstedt, Peine und Wolfenbüttel.

## Geschichte
Am 13. März 1864 wurden die Statuten der neu gegründeten Corporation der Kaufmannschaft zu Braunschweig durch das Herzogliche Staatsministerium bestätigt. Am 1. August 1864 fand die konstituierende Sitzung der neu gegründeten Handelskammer statt. Diese war zunächst nur für die Stadt Braunschweig zuständig. Dies wurde ab den 1880er Jahren in der Politik des Herzogtums kritisch diskutiert. Am 19. März 1890 wurde daher stattdessen die Handelskammer für das Herzogtum Braunschweig gebildet, die nun für das ganze Herzogtum Braunschweig zuständig war. Im Jahre 1924 wurde die Kammer in „Handelskammer für den Freistaat Braunschweig“ umbenannt.
Nach der Machtergreifung der Nationalsozialisten wurde die Kammer 1933 gleichgeschaltet und die Selbstverwaltung der Wirtschaft beseitigt. Mit der Verordnung über Gebietsbereinigungen im Raume der Hermann-Göring-Werke Salzgitter vom 25. Juni 1941 wurden die Stadt und der Landkreis Goslar dem Land Braunschweig eingegliedert. Entsprechend wurde die ehemalige Handelskammer Goslar aufgehoben und der Braunschweiger Kammerbezirk um deren Gebiet erweitert. 1942 wurde die Kammer ebenfalls aufgehoben und der Gauwirtschaftskammer Hannover-Braunschweig angegliedert.
Nach dem Zweiten Weltkrieg wurde die Kammer neu errichtet. 1963 kam es zu einem in den Medien viel beachteten Skandal um angebliche Unterschlagungen von Kammergeldern, in deren Verlauf Hauptgeschäftsführer Hans Ballhausen seinen Rücktritt einreichte. Der in den 1980er Jahren als Hauptgeschäftsführer der IHK Braunschweig tätige Diplom-Volkswirt Werner Vehling publizierte zur Geschichte der Handelskammer.

## Gebäude
Die Handelskammer nutzte zunächst angemietete Gebäude. Ab 1910 hatte sie ihren Sitz in einem Anbau am Gewandhaus in Braunschweig .

## Präsidenten
- Eduard Lüttge (1864 bis 1869)
- Friedrich Selwig (1869 bis 1878)
- M. Solmitz (1878 bis 1879)
- Friedrich August Haake (1879 bis 1893)
- Max Jüdel (1893 bis 1910)
- Hermann Schmidt (1910 bis 1933)
- Fritz Schuberth (1933 bis 1936)
- Stephan Luther (1936 bis 1944)
- Rudolf Egger-Büssing (1945)
- Herbert Munte (1946–1947)
- Hans-Christoph Seebohm (1947 bis 1963)
- Otto Fricke (1963 bis 1971)
- Reinhard Wolff (1972 bis 1975)
- Heinrich Besserer (1975 bis 1984)
- Horst Münzner (1984 bis 1990), zuvor Vizepräsident[4]
- Hans Malkmus (1990)
- Bernhard Ostermann (1990 bis 1995)
- Klaus Schuberth (1995 bis 2005)
- Wolf-Michael Schmid (2006 bis 2016)
- Helmut Streiff (2016 bis 2020)
- Tobias Hoffmann (seit 2021)[5]